# Octavio Pisano
Octavio Pisano (Tijuana, 25 maggio 1986) è un attore e modello messicano, conosciuto per il ruolo del detective Joe Velasco nella serie TV Law & Order - Unità vittime speciali.

## Biografia
Nato a Tijuana, Messico nel 1986, da genitori messicani di origine italiana e spagnola, inizia la sua carriera nel 2001, quando, all'età di 15 anni debutta a teatro, partecipando a un musical.
Dal 2003 al 2005, intraprende la carriera di modello posando per vari calendari e riviste sexy. L'anno seguente interpreta Michael in The Hate, cortometraggio diretto da Robert Eagles. Debutta al cinema nel 2017, prendendo parte al film Badsville, come comparsa e, due anni dopo, nel 2019 partecipa al film Mrs. Purple. Nello stesso anno esordisce sul piccolo schermo. La vera fama arriva, però, nel 2021 quando partecipa alla serie TV Law & Order - Unità vittime speciali, dove interpreta il detective Joe Velasco, che arriva in sostituzione di Katriona Tamin.

## Filmografia

### Cinema
- Ms. Purple, regia di Justin Chon (2019)

### Televisione
- Coyote - serie TV, 6 episodi (2021)
- Law & Order - Unità vittime speciali (Law & Order: Special Victims Unit) - serie TV, 18 episodi (2021-in corso)
- Law & Order - Organized Crime - serie TV, episodi 2x20, 3x01 (2022)
- Le indagini di Roy Grace - serie TV (2022)

## Doppiatori italiani
Nelle versioni in italiano delle opere in cui ha recitato,Octavio Pisano è stato doppiato da:
- Emiliano Coltorti in Law & Order - Unità vittime speciali, Law & Order - Organized Crime
- Diego Suarez in Coyote